# Hampton (U-Boot)
Die USS Hampton (SSN-767) ist ein Atom-U-Boot der United States Navy und gehört der Los-Angeles-Klasse an.

## Insigne

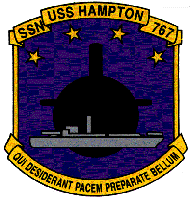
Insigne des Bootes

Die vier Sterne in dem Insigne der Hampton symbolisieren die vier Städte, nach denen das Schiff benannt ist: Hampton in Virginia, in Iowa, in South Carolina und in New Hampshire. Auf blauem Grund ist der Schattenriss der aktuellen Hampton zu sehen, davor die Silhouette der Hampton, die 1862 gebaut und eingesetzt wurde. Darunter steht der Wahlspruch des Bootes, Qui Desiderant Pacem Preparate Bellum (dt.: Die, die Frieden wünschen, richten sich auf Krieg ein).

## Geschichte
Der Auftrag, die Hampton zu bauen, wurde 1987 an Newport News Shipbuilding vergeben, die Kiellegung erfolgte 1990 auf der Werft in Newport News, Virginia. Stapellauf und Schiffstaufe fanden nach 25 Monaten Bauzeit statt, 1993 wurde die Hampton bei der US Navy in Dienst gestellt.
2004 traf sich die Hampton mit dem britischen U-Boot der Trafalgar-Klasse, Tireless unter dem Nordpol und tauchte durch das arktische Eis auf. 2007 war die Hampton an der Übung Valiant Shield beteiligt.
Im März 2008 wurde der Kommandant des Bootes von seinem Kommando entbunden und zehn weitere Besatzungsmitglieder bestraft, nachdem bekannt wurde, dass unter anderem Überprüfungsdaten des Wassers im Reaktor gefälscht worden waren. Im Oktober 2008 verlegte das U-Boot unter neuem Kommando in den Westpazifik. Während einer weiteren Einsatzfahrt legte es im Mai 2011 unter anderem in Hong Kong an.